# Sympiesis elaeagni
Sympiesis elaeagni är en stekelart som beskrevs av Svetlana N. Myartseva 1997. Sympiesis elaeagni ingår i släktet Sympiesis och familjen finglanssteklar.
Artens utbredningsområde är Turkmenistan. Inga underarter finns listade i Catalogue of Life.